# استیون آر. وایت
استیون آر. وایت (انگلیسی: Steven R. White؛ زاده ۲۶ دسامبر ۱۹۵۹) فیزیک‌دان محاسباتی اهل ایالات متحده آمریکا است. او بیشتر به خاطر ابداع گروه بازبهنجارسازی ماتریس فشردگی در سال ۱۹۹۲ شناخته می‌شود.